# Placas de identificação de veículos no Equador

Especificações das placas veiculares equatorianas.

As placas de identificação de veículos no Equador possuem 154 mm de altura por 404 mm de largura, devendo ser refletivas para aumentar a visibilidade. Têm três letras e quatro dígitos, no formato ABC-1234, com o nome do país na parte superior. 
Conforme o tipo de veículo, as placas possuem cores diferentes. Desde junho de 2012, com a mudança do regulamento de trânsito, foram modificados os caracteres e a forma das placas. Para os veículos não particulares, as novas placas conservam as mesmas cores; entretanto, estas não ocupam a totalidade da área da placa, mas apenas na borda da parte superior, estando o restante na cor branca. Esta mudança foi realizada de maneira que se melhore a visibilidade das placas, em particular para a fiscalização fotográfica. Estabeleceu-se um prazo de cinco anos para a substituição das placas antigas pelo modelo novo.
| Azuay      | A | Galápagos       | W | Pastaza                        | S |
| Bolívar    | B | Guayas          | G | Pichincha                      | P |
| Cañar      | U | Imbabura        | I | Orellana                       | Q |
| Carchi     | C | Loja            | L | Santa Elena                    | Y |
| Cotopaxi   | X | Los Ríos        | R | Santo Domingo de los Tsáchilas | J |
| Chimborazo | H | Manabí          | M | Sucumbíos                      | K |
| El Oro     | O | Morona-Santiago | V | Tungurahua                     | T |
| Esmeraldas | E | Napo            | N | Zamora-Chinchipe               | Z |

## Tipos de veículo

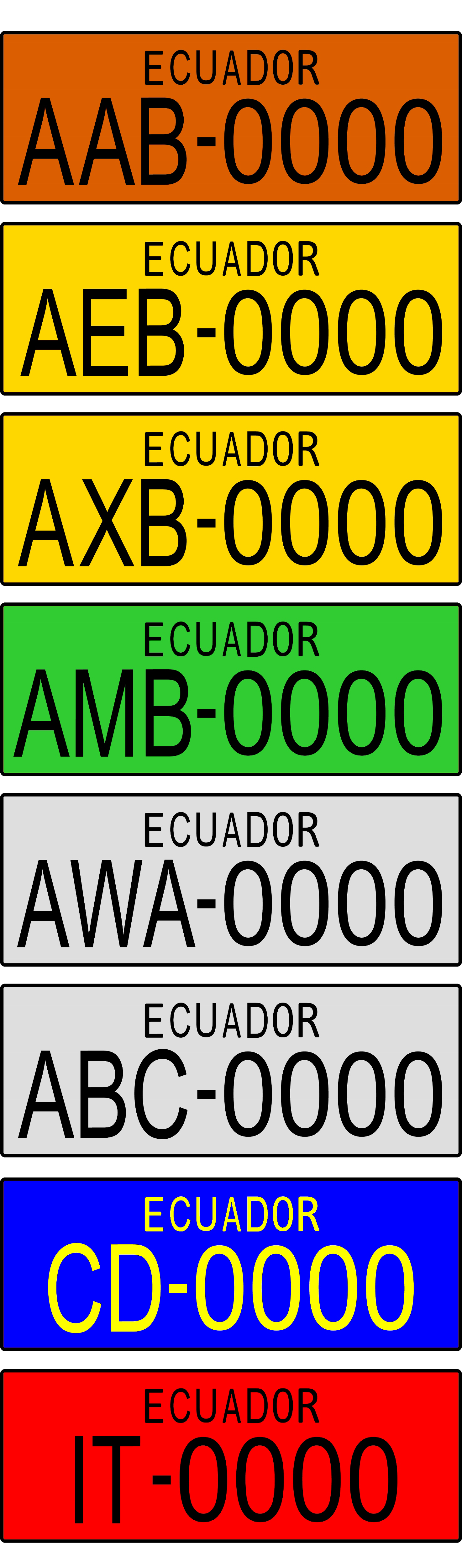
Placas antigas.

A cor de fundo das placas varia de acordo com a segunda letra, que identifica o tipo de utilização do veículo:
| Tipo                                                                             | Segunda letra                    | Cor             | Exemplo  | Imagem |
| -------------------------------------------------------------------------------- | -------------------------------- | --------------- | -------- | ------ |
| Veículos comerciais (como táxis e ônibus)                                        | A, U, Z                          | Laranja         | AAB-0123 |        |
| Veículos governamentais                                                          | E                                | Dourado         | PEB-0001 |        |
| Veículos oficiais                                                                | X                                | Dourado         | GXA-0100 |        |
| Veículos dos governos descentralizados (Regiões, Províncias, Cantões, Paróquias) | M                                | Verde-limão     | LMA-0010 |        |
| Veículos particulares                                                            | Qualquer uma menos as anteriores | Branco-prateado | EBA-0234 |        |

Também existem outras placas especiais para veículos de organizações internacionais ou que estejam temporariamente no país, distinguidas por usarem apenas duas letras, ordenando-se da seguinte forma:
| Tipo                            | Letras                                                                                            | Cor  | Exemplo | Imagenm |
| ------------------------------- | ------------------------------------------------------------------------------------------------- | ---- | ------- | ------- |
| Veículos diplomáticos           | CC (Cuerpo Consular) CD (Corpo Diplomático) OI (Organismo Internacional) AT (Assistência Técnica) | Azul | CC-0012 |         |
| Veículos de internação temporal | IT                                                                                                | Rojo | IT-0654 |         |

Os veículos das Forças Armadas do Equador usam placas iniciadas pela letra F, normalmente acompanhada da letra T (Exército), N (Marinha), AE (Força Aérea), sendo da mesma cor das placas dos veículos governamentais. Anteriormente os veículos da Polícia Nacional do Equador utilizavam matrículas cuja segunda letra era W, com a mesma cor dos veículos particulares (branco-prateado), ainda que os novos veículos estejam usando as mesmas cores dos veículos governamentais.